# Шольц фон Розенау, Лоренц

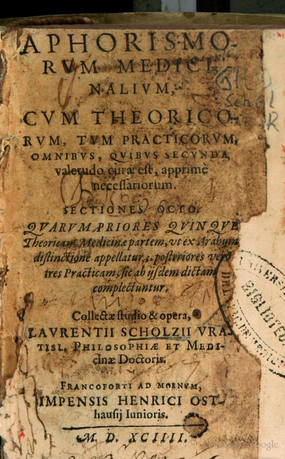
Aphorismorum Medicinalium …, 1589

Лоренц Шольц фон Розенау или Лаурентиус Шольц (нем. Lorenz Scholz von Rosenau; 20 сентября 1552, Бреслау (ныне Вроцлав) — 22 апреля 1599, там же) — немецкий ботаник и врач.

## Биография
Сын аптекаря. В 1572—1576 годах обучался в университете Виттенберга. Позже изучал медицину и естественные науки (1572—1578) в Падуе и Болонье, знакомился там с известными ботаническими садами. В 1579 году предпринял путешествие по Италии и югу Франции, где получил докторскую степень в университете Валанса.
Имел медицинскую практику в Швибусе и Фрейштадте в Силезии. В 1580 году вернулся в Бреслау.
Занимался исследованиями методов борьбы с чумой. В 1585 году по инициативе Иоганна Крато фон Краффтхайма был награждён Пфальцграфом дворянским титулом.
Прославился благодаря переводу и публикации произведений известных древнегреческих и арабских писателей-медиков, а также современных ему врачей. Дополнил издание своим разделом (1589) Aphorismorum medicinalium cum systeticorum tum Practicorum, издал справочную литературу о собранных медицинских знаниях того времени.
Будучи ботаником, особо интересовался недавно завезенными экзотическими растениями из Азии и Америки, в том числе картофеля, которые с 1587 года выращивал в больших количествах в своем саду в Бреслау.
Умер от туберкулёза в 1599 году.

## Избранные труды
- «Regiment vor die grausame a. erschr öckl. Krankheit der Pestilenz aus viel berü hmten Schriften zusammengesetzt» (Бреслау, 1581);
- «Catalogus arborum, fruticum et plantarum horti medici» (ib., 1587, 1594);
- «Consiliorum medicinalium conscriptorum a praestantiss. et exercitatiss. nostrorum temporum medicis» (ib., 1595; Ганау, 1610);
- «Epistolarum philosophicarum medicarum et chymicarum a sum m is nostrae aetatis philosophiis et medicis exaratarum» (Франкфурт, 1598; Ганау, 1610);
- «Epistolae medicinales medicorum» (ib., 1598; Ганау, 1612).